# Certicom
Certicom est une entreprise de sécurité informatique qui se spécialise dans la cryptographie sur les courbes elliptiques. Elle a été fondée en 1985 par Scott Vanstone et Gordon Agnew à partir de l'Université de Waterloo. Son siège social est à Mississauga, au Canada.
L'entreprise possède plus de 130 brevets de cryptographie sur les courbes elliptiques. Ses clients incluent Texas Instruments, Palm, Cisco Systems, Oracle Corporation, Motorola et l'agence américaine fédérale NSA, celle-ci avec un contrat de 25 millions de $US. Ironiquement, leur site internet obtient un grade F lors du test Qualys SSL Labs et n'utilise en aucun cas un échange de clé ou un chiffrement des données utilisant les courbes elliptiques.